# Cetvertînivka, Trosteaneț
Cetvertînivka (în ucraineană Четвертинівка) este o comună în raionul Trosteaneț, regiunea Vinnița, Ucraina, formată numai din satul de reședință.

## Istorie
În apropierea satului, sub Muntele Batih, la 1 iunie 1652 a avut loc bătălia de la Batih, unde o alianță a Hetmanatului Căzăcesc cu Hanatul Crimeei împotriva Uniunii Statale Polono-Lituaniene, ca parte a Răscoalei lui Hmelnițki. 

## Demografie
Componența lingvistică a satului Cetvertînivka
     Ucraineană (95,86%)
     Rusă (3,89%)
Conform recensământului din 2001, majoritatea populației satului Cetvertînivka era vorbitoare de ucraineană (95,86%), existând în minoritate și vorbitori de rusă (3,89%).